# السویرقیه
السویرقیه (به عربی: السويرقية) یک منطقهٔ مسکونی در عربستان سعودی است که در استان مدینه واقع شده‌است.